# Microstigma
Microstigma es un género de fanerógamas perteneciente a la familia Brassicaceae. Comprende 6 especies descritas y de estas, solo 2 aceptadas.

## Taxonomía
El género fue descrito por Ernst Rudolph von Trautvetter y publicado en Pl. Imag. Descr. Fl. Russ. 36. 1845

## Especies aceptadas
A continuación se brinda un listado de las especies del género Microstigma aceptadas hasta septiembre de 2013, ordenadas alfabéticamente. Para cada una se indica el nombre binomial seguido del autor, abreviado según las convenciones y usos.
- Microstigma brachycarpum Botsch.
- Microstigma deflexum (Bunge) Juz.